# Alp (Catalogne)
Pour les articles homonymes, voir Alp.
Alp (prononcé en catalan : [aɫp]) est une commune espagnole relevant de la communauté autonome de Catalogne, de la province de Gérone et de la comarque de Basse-Cerdagne.

## Géographie

### Localisation
Alp est une commune pyrénéenne et la plus orientale de Basse-Cerdagne. Elle communique avec le Ripollès par le col de Toses. 

### Communes limitrophes
| Fontanals de Cerdanya |      | Puigcerdà Palau-de-Cerdagne (France) |
| Das                   | Alp  | Toses                                |
|                       | Bagà | Castellar de n'Hug                   |

### Voies de communication et transports
On peut accéder à Alp en train, à la gare d'Urtx-Alp, par la ligne internationale Barcelone - Puigcerdà - Latour-de-Carol.

## Histoire
Alp existait déjà au IXe siècle en tant que paroisse de l'évêché d'Urgell. Les mentions d'Alp sont peu nombreuses jusqu'au XIVe siècle. À cette époque, les barons d'Urtx, les vicomtes de Castellbò et le roi se partageaient les terres d'Alp. Au cours du siècle, les rois d'Aragon achetèrent les terres des Urtx (1316), et vendirent les leurs aux Mataplana (1368). Ceux-ci les vendirent à leur tour à Joan de Lussana (1373), et le fils de ce dernier à la ville de Puigcerdà (1393). Entre-temps, les terres des Castellbò passèrent au début de ce même siècle aux mains d'un autre particulier.

## Population et société

### Sports
Alp fut ville étape des Tours d'Espagne 2000 et 2001 pour une épreuve vers Andorre,.
Alp possède au sud deux stations de ski : la Molina à l'est et Masella à l'ouest.

## Économie
À compter du début du XXe siècle, et particulièrement depuis l'arrivée du chemin de fer en 1922, l'activité économique locale est organisée autour du tourisme et des sports d'hiver.

## Lieux et monuments
De l'église du IXe siècle ne restent que quelques mentions. L'église paroissiale actuelle de Sant Pere (Saint Pierre), date du XIIe siècle. L'épaisseur de ses murs montre combien la fortification était nécessaire pour faire front aux incursions occitanes de l'époque.